# Ordine dell'Immacolata Concezione di Vila Viçosa
L'ordine dell'Immacolata Concezione di Vila Viçosa è un ordine dinastico portoghese istituito il 6 febbraio 1818 da re Giovanni VI di Portogallo. L’ordine nacque come riconoscimento della protezione spirituale attribuita alla Vergine Maria, già proclamata "Padroeira do Reino" (Patrona del Regno) nel 1646 da Giovanni IV, capostipite della dinastia di Braganza.

## Fondazione e struttura originaria
L’istituzione dell’Ordine avvenne tramite decreto reale firmato a Rio de Janeiro, dove la corte portoghese si era rifugiata durante l’invasione napoleonica. Nel documento, Giovanni VI affermava:
«Io ho determinato di istituire un ordine militare della Concezione, del quale resterà come sede principale la cappella locale della Madonna della Concezione di Vila Viçosa, nella provincia di Alentejo, e avrà i differenti gradi di gran croce, commendatori, cavalieri e serventi, in numero prefisso, come sarà esposto negli statuti che verranno pubblicati».
Gli statuti furono ufficialmente pubblicati il 10 settembre 1819, stabilendo che l’Ordine avrebbe ricompensato coloro che avevano dimostrato lealtà alla monarchia nella lotta contro le forze napoleoniche.
La struttura dell’Ordine prevedeva inizialmente:
- Il sovrano regnante come Gran Maestro
- I principi del sangue reale come gran croci di diritto
- 12 gran croci, 40 commendatori, 100 cavalieri e un numero illimitato di serventi

## Sospensione e continuità dinastica
A seguito della proclamazione della Repubblica portoghese nel 1910, l’Ordine fu abolito come onorificenza statale. Tuttavia, in quanto ordine dinastico, esso continuò a esistere come ordine dinastico.
Il re esiliato  Manuele II ne mantenne il gran magistero fino alla sua morte nel 1932 nonostante fosse stato privato di ogni diritto dinastico e, quindi, della facoltà di concedere ordini.

## Insegne
Le insegne furono disegnate dal pittore francese Jean-Baptiste Debret (1768–1848), su incarico di Giovanni VI e del marchese di Marialva. La decorazione consiste in:
- una stella a nove punte smaltata di bianco con bordature dorate,
- nove piccole stelle tra i raggi,
- una corona reale alla sommità,
- al centro, il monogramma “AM” (Ave Maria) in oro su campo dorato,
- una fascia azzurra con la scritta dorata “Padroeira do Reino” (Patrona del Regno),
- un nastro azzurro chiaro bordato di bianco.

## Insigniti notabili
- Giovanni di Borbone-Spagna, conte di Barcellona
- Carlo di Borbone delle Due Sicilie, duca di Castro.
- Re Juan Carlos I di Spagna
- Carlo Maria di Borbone-Due Sicilie, duca di Calabria e conte di Caserta;
- Arciduca Ottone d'Asburgo-Lorena, capo della casata degli Asburgo d'Austria
- Principe ereditario Alessandro di Jugoslavia
- Vittorio Emanuele di Savoia, principe di Napoli;
- Dom Miguel, duca di Viseu
- Infante Enrico, duca di Coimbra
- Principe Nicola Petrovich-Njegos di Montenegro
- Senatore Rodrigo Augusto da Silva
- Cristiano Ronaldo, calciatore portoghese
- José Paranhos, Visconte di Rio Branco – primo ministro del Brasile
- Paul Kruger – presidente della Repubblica del Transvaal (decorato nel 1892; successivamente restituì l'onorificenza)
- Jorge Carlos Fonseca – presidente di Capo Verde (decorato nel novembre 2012)
- Aymard d'Ursel – ciambellano papale
- Joseph Geefs – scultore belga
- Mons. Gaetano Bisleti – cardinale della Chiesa cattolica